# Teresa (pel·lícula)
Teresa és un curtmetratge dramàtic ecuatoguineà de 2010 dirigit per Juan Pablo Ebang Esono i produït per la Biblioteca Nacional de Guinea Equatorial. La pel·lícula va ser escrita per Guillermina Mekuy Mba Obono, Secretària d'Estat de Biblioteques, Arxius, Museus i Cinemes. És protagonitzada per Elena Iyanga, Betty KB i Dina Anguesomo. És el primer mediometraje produït a Guinea Equatorial.

## Sinopsi
La pel·lícula gira entorn de la vida adolescent de tres alumnes: Teresa, Rocío i Yolanda amb interessos diferents.

## Repartiment
- Elena Iyanga com Teresa
- Betty KB
- Dina Anguesomo

## Llançament
La pel·lícula es va estrenar en el Centre Cultural Espanyol de Malabo (CCEM) i a l'Institut Cultural d'Expressió Francesa de Malabo (ICEF). Va rebre elogis de la crítica i va guanyar diversos premis a festivals de cinema internacionals.